# Sutter Hill Ventures
Sutter Hill Ventures es una firma estadounidense de Capital inversión enfocada en inversiones de empresas tecnológicas y de start-ups. Fue fundada en 1964, haciéndola en una de los compañías más antiguas de Capital riesgo que continúan en operación. Con sede en Palo Alto, California, la firma esta principalmente enfocada en  campos de tecnología de computación y networking, servicios financieros y empresariales, cuidados, desarrollo web y cultura pop, también han sido conocidos por sus inversiones en fondos ángeles La firma  actualmente mantiene posiciones en diferentes compañías cotizadas en bolsa, incluyendo a Restoration Robotics (HAIR), Pure Storage (PSTG), Mattersight (MATR), Forty Seven (FTSV), Threshold Pharmaceuticals (THLD), Molecular Templates (MTEM), Cardica (CRDC), and Corcept Therapeutics (CORT). La empresa ha también incubado e invertido en Snowflake Computing (NIEVE) la cual puso un récord en su OPV tecnológico.

## Historia
Sutter Hill Ventures fue fundada en 1964 por Bill Draper y Paul Wythes. Empezó como una rama de una propiedad inmobiliaria y fue autorizada como Compañía de Inversión Empresarial Pequeña. La empresa fue un inversor temprano en compañías como Qume y Diablo Systems, esta última pionera de su campo y adquirida por Xerox en 1972. En los 80', la firma proporciono dinero como semilla  para LSI Logic y Banyan Systems.